# Re matto
Re matto (рус. Сумасшедший король) — второй мини-альбом итальянского автора исполнителя Марко Менгони, выпущенный в феврале 2010 года в самый разгар фестиваля Сан-Ремо 2010. Альбом получил платиновую награду на Wind Music Awards 2010 и попал в шестерку самых продаваемых альбомов в Италии в 2010.

## Об альбоме
Несмотря на то, что официально альбом был выпущен 19 февраля 2010 года, в музыкальном интернет-магазине iTunes он появился 17 февраля.
Сам Марко Менгони заявил, что диск содержит песни разных стилей: от поп-рока (Credimi ancora) и r'n'b до мелодичных баллад (In un giorno qualunque).
Продюсировали диск Cantieri Musicali (которые раньше также работали с Giorgia и Alex Baroni). В записи также принимал участие оркестр Edodea Ensemble di Edoardo De Angelis .

### Список композиций
| №  | Название                 | Автор(ы)                                                             | Длительность |
| -- | ------------------------ | -------------------------------------------------------------------- | ------------ |
| 1. | «Credimi ancora»         | M. Mengoni - S. Fabiani - P. Calabrese - M. Calabrese                | 3:28         |
| 2. | «Questa notte»           | M. Mengoni - S. Fabiani - P. Calabrese - M. Calabrese                | 3:21         |
| 3. | «Stanco (Deeper inside)» | M. Mengoni - S. Fabiani - P. Calabrese - M. Calabrese - S. Calabrese | 4:06         |
| 4. | «In un giorno qualunque» | M. Mengoni - P. Calabrese                                            | 3:43         |
| 5. | «Fino a ieri»            | M. Mengoni - A. Frulio - E. Leveque - M. Calabrese - P. Calabrese    | 3:23         |
| 6. | «In viaggio verso me»    | M. Mengoni - M. Calabrese - P. Calabrese                             | 2:50         |
| 7. | «La guerra»              | M. Mengoni - M. Calabrese - P. Calabrese                             | 3:25         |

| №  | Название                                       | Автор(ы)                                                             | Длительность |
| -- | ---------------------------------------------- | -------------------------------------------------------------------- | ------------ |
| 8. | «Tears in Heaven» (Live)                       | Eric Clapton                                                         | 4:45         |
| 9. | «Stanco (Deeper Inside)» (Mistify Noise Remix) | M. Mengoni - S. Fabiani - P. Calabrese - M. Calabrese - S. Calabrese | 4:27         |

## Re matto tour
Промотур альбома, названный просто «Re Matto Tour» — это первый подобный тур в карьере Марко Менгони. Он стартовал 3 мая 2010 года в миланском клубе Alcatraz и продлился вплоть до сентября того же года.

### Сет-лист
- Stanco (Deeper Inside)
- Paralyzer
- Dove si vola
- In Viaggio Verso Me
- In Un Giorno Qualunque
- Satisfaction
- Helter Skelter
- Questa Notte
- Lontanissimo da te
- Fino a Ieri/Cosmic Girl
- Psycho Killer
- Insieme a te sto bene
- See Me, Feel Me
- Almeno tu nell’universo
- Tears in Heaven
- Mad World
- Live and Let Die
- Nessuno
- La Guerra
- Credimi ancora

### КомандаRe matto tour
Вместе с Марко на протяжении всего тура играют 5 музыкантов:
- Aidan Zammit: клавиши и электроника
- Peter Cornacchia: гитара
- Stefano Calabrese: гитара
- Davide Sollazzi: барабаны
- Giovanni Pallotti: бас

А также:
- Mattia Davide Amico и Davide Colomba: хор
- Antonio Fiore и Bruno Centola: танцы

По окончании тура, 19/10/10, вышел концертный альбом Re Matto Live CD+DVD.

## Чарты
| Чарт (2010)                      | Максимальная позиция |
| -------------------------------- | -------------------- |
| FIMI (Италия)                    | 1                    |
| Billboard: European Albums Chart | 29                   |

### Сертификация
| Страна        | Сертификация | Продажи  |
| ------------- | ------------ | -------- |
| FIMI (Италия) | 2xПлатиновый | 120,000+ |